# Sinar Laga
Sinar Laga is een bestuurslaag in het regentschap Mesuji van de provincie Lampung, Indonesië. Sinar Laga telt 2273 inwoners (volkstelling 2010).